# Leon Štukelj
Leon Štukelj [léon štúkəl/štúkəľ, štúklja] , slovenski telovadec in olimpionik, pravnik, * 12. november 1898, Novo mesto, † 8. november 1999, Maribor.

## Življenje
Štukelj se je rodil z imenom Leopold v Novem mestu, takrat Avstro-Ogrska, danes Slovenija. Njegov oče je bil Leopold st., mati Marija (rojena Milner). Je pomembna osebnost v slovenski športni zgodovini, saj je eden redkih slovenskih športnikov, ki so bili kot orodni telovadci v samem svetovnem vrhu. Bil je zvezdnik več olimpijad.
Leon Štukelj se je rodil 12. novembra 1898 v Kandiji kot tretji otrok v družini. Še preden je vstopil v deško šolo stare gimnazije, kjer so poučevali frančiškani, so se Štukljevi preselili v Kastelčevo hišo sredi Kandije. Tu se je seznanil s sovrstniki, s katerimi je začel svojo telovadno pot.
Na mladega Leona je imelo odločujoč vpliv novomeško športno združenje Sokol, v katero se je vpisal leta 1907. V šolskem letu 1910/11 je pričel obiskovati novomeško gimnazijo, ki je kmalu dobila veliko telovadnico, saj je telovadba postala obvezen predmet. Štukelj je bil zaradi svojih spretnosti določen za predtelovadca.
Čeprav mu prva svetovna vojna ni prizanesla, je večino časa preživel na Dunaju, kjer sta živeli tudi njeni sestri Pola in Irma. Aprila 1918 je Leon opravil maturo in se vpisal v 1. semester prava na univerzi na Dunaju. Po končani vojni je nadaljeval študij na pravni fakulteti v Zagrebu, kasneje pa še na ljubljanski univerzi.
Vrnil se je v Novo mesto in začel z intenzivno vadbo. Leta 1919 je bil povabljen na akademijo sokolskega društva v Ljubljano. Nekaj časa se je preživljal kot tajnik zdravniške komisije na Bledu, vendar je tudi tam pomagal pri sokolskem društvu.
Leta 1927 je dokončal študij prava. Po končani športni poti je delal kot sodnik, najprej v Novem mestu, nato pa v Lenartu in Mariboru, kjer je živel vse do smrti.
Leon Štukelj je bil od leta 1936  Član Rotary kluba Maribor, najstarejšega Rotary kluba v Sloveniji. Z okupacijo Jugoslavije je klub prenehal delovati aprila 1941. Zaradi neodobravanja nove oblasti klub po drugi svetovni vojni ni ponovno oživel. Štukelj je leta 1993 ponovno pomagal pri vzpostavitvi Rotarijanstva na Slovenskem. Po njem Rotarijci imenujejo svojo fundacijo.
Štukelj je bil nekaj časa tudi skrbnik groba Primicove Julije v Novem mestu.
Štukelj je bil po drugi svetovni vojni v nemilosti pri socialističnem režimu, zato mu je tedanja oblast trajno prepovedala opravljati sodniški poklic. Idejno, nazorsko in politično ni ustrezal nazorom Komunistične partije.

## Športna kariera
Nastopil je na sedmih velikih mednarodnih tekmovanjih in skupno osvojil 20 kolajn: 8 zlatih, 6 srebrnih in 6 bronastih. Samo na olimpijskih igrah je skupno osvojil 6 kolajn: dve zlati v Parizu 1924, zlato in dve bronasti v Amsterdamu 1928 ter srebro v Berlinu 1936. Njegova zbirka bi zagotovo bila še obsežnejša, če bi se Kraljevina Jugoslavija udeležila iger v Los Angelesu leta 1932.
Športne slave je bil znova deležen šele po ustanovitvi nove, demokratične države Slovenije.

### Olimpionik
V devetdesetih letih 20. stoletja je Štukelj veljal za najstarejšega še živečega olimpionika (dobitnika zlate olimpijske kolajne). Zaradi te vloge je bil povabljen na otvoritev olimpijskih iger v Atlanti leta 1996. Tam je s svojo čilostjo pri skoraj 98 letih navdušil vse, tudi takratnega predsednika ZDA Billa Clintona, ki mu je segel v roko. Prejel je tudi že vabilo za olimpijske igre v Sydneyju v Avstraliji za leto 2000.
Vse do smrti zaradi nenadnega srčnega napada le nekaj dni pred 101. rojstnim dnevom je bil aktiven in je vsakodnevno vadil na krogih v domačem stanovanju. Na njegov 100. rojstni dan je bila organizirana velika proslava v rodnem Novem mestu, ki jo je režiral Matjaž Berger. Dočakal je 100 let, 11 mesecev in 26 dni. 

## Odlikovanja
Že 1924 je dobil državno odlikovanje Red sv. Save V. stopnje, 1928 pa IV. stopnje, kasneje še "poveljo" Jugoslovanskega olimpijskega komiteja za najuspešnejšega tekmovalca na OI (1967), leta 1987 pa mu je bil podeljen olimpijski red (L´ Ordre Olympique). Posthumno mu je bila podeljena medalja Pierra de Coubertina (1999) in leta 2000 naziv slovenskega športnika stoletja. Zasluženo se ga navaja za najboljšega slovenskega športnika vseh časov.

### Hram slavnih
- 1997 - je bil sprejet v Mednarodni gimnastični hram slavnih
- 2011 - je bil na prireditvi Slovenski športnik leta kot prvi skupaj z Mirom Cerarjem sprejet v novoustanovljeni Hram slavnih slovenskih športnikov

## Zapuščina
Danes se po njem imenujeta športni dvorani v Mariboru (Univerzitetni športni center) in Novem mestu, kjer so mu 1968 podelili naziv častni občan, po njem poimenovali ulico, v Kandiji stoji njegov spomenik, prav tako kot v Žužemberku in Mariboru, kjer so mu 1989 podelili zlati grb in 1993 častno meščanstvo, po njem poimenovali najnovejši in največji (tudi slovenski) trg ter Osnovno šolo Leona Štuklja v Novi vasi. V spomin so mu postavili več spomenikov (Novo mesto, Maribor). 

## Biografija
Leta 2018 je izšla njegova literarizirana biografija Stoja na krogih avtorja Borisa Karlovška, 2019 pa zgodovinsko-dokumentarno delo o njegovi profesionalni karieri Gospod Leon Štukelj in Tovarišija, ki so ga na podlagi arhivskega dokumetnarnega gradiva napisali Ivan Čuk, Alenka Puhar in Aleks Leo Vest.